# Jacques Zoua
Jacques Zoua Daogari (Garoua, 1991. szeptember 6. –) kameruni válogatott labdarúgó, aki jelenleg a KFCO Beerschot játékosa.

## Pályafutása
2009-ben a kameruni U20-as labdarúgó-válogatott tagjaként részt vett a U20-as Afrikai nemzetek kupáján és az U20-as labdarúgó-világbajnokságon.
Tagja volt a győztes válogatottnak, amely a 2017-es afrikai nemzetek kupáján vett részt. A 2017-es konföderációs kupán is tagja volt az utazó keretnek.

## Sikerei, díjai

### Klub
- FC Basel
  - Svájci bajnok: 2009–10, 2010–11, 2011–12, 2012–13
  - Svájci kupa: 2009–10, 2011–12

### Válogatott
- Kamerun
  - Afrikai nemzetek kupája: 2017